# McDull dans les nuages
Série
McDull, Prince de la Bun
(2004)
Pour plus de détails, voir Fiche technique et Distribution.
McDull dans les nuages (麥兜故事, Mak Dau goo si) est un long métrage d'animation hongkongais réalisé par Toe Yuen, sorti à Hong Kong en 2001 puis en France en 2003. Il s'agit de l'adaptation d'une bande dessinée humoristique d'Alice Mak et Brian Tse mettant en scène un cochon nommé McDull. Le film a remporté plusieurs prix dans des festivals à travers le monde, dont le Cristal du long métrage au Festival d'Annecy en 2003.

## Synopsis
Le film raconte le quotidien d'un petit cochon nommé McDull, habitant avec sa mère McTai à Hong Kong.

## Fiche technique
- Titre français : McDull dans les nuages
- Titre original : 麥兜故事 (Mak Dau goo si)
- Réalisation : Toe Yuen
- Scénario : Alice Mak et Brian Tse, d'après la bande dessinée d'Alice Mak et Brian Tse
- Production exécutive : Brian Tse
- Studio de production : Bliss Picture Ltd.
- Pays :  Hong Kong
- Langue : cantonais
- Format : 1,85:1, couleur
- Son : Dolby Digital
- Durée : 75 minutes
- Dates de sortie :
  -  Hong Kong : 15 décembre 2001
  -  France : 2 juillet 2003[1]

## Récompenses
En 2002, le film remporte le Prix du meilleur film au Golden Horse Film Festival de Taiwan et le prix FIRESCI au Festival international du film de Hong Kong. En 2003, le film remporte le Cristal du long métrage au Festival international du film d'animation d'Annecy, le Grand prix du Festival du film de Paris et le Prix spécial du jury au Festival international du film pour enfants de Montréal.
Le film remporte également en 2002 le Prix de la meilleure bande originale aux Hong Kong Film Awards.

## Suite
Le film a connu une suite, McDull, Prince de la Bun, qui a été diffusée au festival d'Annecy en 2005.